# Brian's Pipe
Brian's Pipe är en ungdomsorkester från Vasa, Finland. Orkestern grundades 1986, och har till dags dato gett ut fyra album. Alla Brian's Pipes album är utgivna på oberoende skivetiketten Skithund Records. Alla album är utgivna på vinyl.

## Medlemmar
Alla i orkestern tituleras som "gitarrister", oavsett det trakterade instrumentet.
- Jah Pipe (gitarr)
- J Pipe (gitarr)
- Gran-Pipe (gitarr)
- Jocke Pipe (gitarr)

## Album
- Violinfags (1989)
- What's That You Got in Yer Pipe? (1991)
- Anta Ibn Al-Kalb (2004)
- Briarpipe (2006)
- 7 Nya Praliner (2009)